# Carlos Eugênio de Württemberg
Carlos Eugênio de Württemberg (11 de fevereiro de 1728 - 24 de outubro de 1793) foi um nobre alemão, duque de Württemberg.
Era o filho mais velho do duque Carlos Alexandre de Württemberg e de sua esposa Maria Augusta de Thurn e Taxis, herdando o ducado aos 9 anos de idade. Assumiu de fato quando da sua maioridade.
Ele foi educado na corte de Frederico II da Prússia. Na Guerra dos Sete Anos contra a Prússia, Carlos Eugênio avançou na Saxônia. Ele governou até sua morte, em 1793, quando foi sucedido por seu irmão mais novo.
Casou-se duas vezes, com Isabel Frederica Sofia de Brandemburgo-Bayreuth e com Franziska von Hohenheim, sem deixar descendência legítima.